# Ħal Saflieni Hypogeum
Het Ħal Saflieni Hypogeum op Malta is een ondergronds complex, een hypogeum dat als begraafplaats en waarschijnlijk ook als tempel dienst heeft gedaan.
Hypogeum is Grieks en betekent "onder de aarde" . Het complex is aangelegd in de periode tussen 4000 - 2500 v. Christus en is daarmee ouder dan de Egyptische piramiden en ook ouder dan bijvoorbeeld de Minoïsche beschaving op Kreta. Het diepste punt van het hypogeum ligt 10,6 meter onder de straat. Het gehele complex omvat meer dan 500 m².
Het complex is bij toeval ontdekt in 1902 en staat sinds 1980 op de werelderfgoedlijst van UNESCO.

## Ligging
Het hypogeum ligt in de kleine plaats Paola. Het ligt onder een gewoon woonhuis. Aan de buitenkant is niets meer te zien dan een informatiebord. Het woonhuis is op de begane grond omgevormd tot een hal met daarin een kassa en een wachtruimte voor bezoekers.
Het hypogeum bevindt zich op korte afstand van het bovengrondse tempelcomplex van Tarxien, en kan gezien worden als de onderaardse pendant ervan.
De wijk waarin het hypogeum ligt, was vanouds op Malta bekend als "Tal-Gherien", dat van de grotten betekent. De ondergrond in deze wijk bevat van nature holtes en grotten.

## Geschiedenis
Sommige delen van het hypogeum zijn 6000 jaar oud en dateren uit de beginfase van het neolithicum. Dat is de periode waarin de landbouw zich ontwikkelde en de mensen zich meer in groepen gingen vestigen en organiseren. Op veel plaatsen in Europa werden megalithische monumenten gebouwd, zoals in Nederland de hunebedden. De mensen beschikten echter in de nieuwe steentijd, zoals het neolithicum ook wel genoemd wordt, nog niet over gereedschappen van brons of ijzer. Al het gereedschap moet van hout, been of steen zijn geweest.

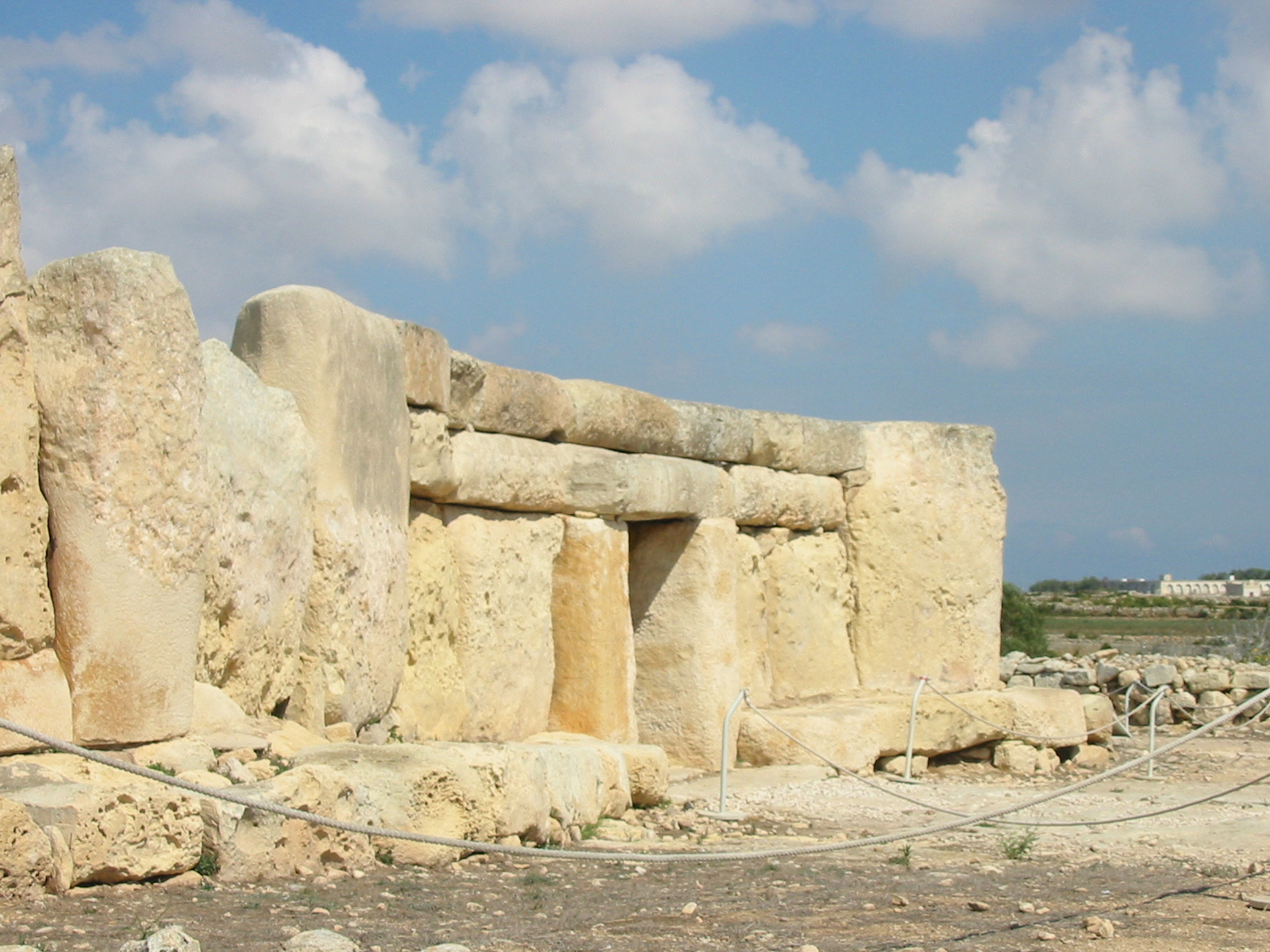
De architectuur van het hypogeum doet sterk denken aan de bovengrondse tempels op Malta, zoals deze aan de oostkust

Waarschijnlijk is het gedeelte van het hypogeum dat boven het oppervlak uitstak het oudste. Hiervan zijn echter maar weinig resten over. De ondergrondse delen liggen op drie niveaus. Het bovenste niveau is het oudste en dateert van 3600-3300 voor Christus. Het middelste niveau dateert van 3300-3000 v.Chr. Het onderste is het jongste en is aangelegd tussen 3150 en 2500 voor Christus.
Het hypogeum is gebruikt als begraafplaats. Een van de kamers van het bovenste niveau bevat nog de originele resten van een begrafenis. De mensen uit deze prehistorisch periode hadden waarschijnlijk behoefte aan een collectieve begraafplaats, en bouwden deze ondergronds. Uit de periode vóór het neolithicum zijn op Sicilië en Malta eenvoudiger ondergrondse graven gevonden, die bedoeld waren voor een persoon, of hooguit enkele personen. Sicilië ligt bij goed weer op zichtafstand van Malta, en men vermoedt dat de mensen op Malta terecht zijn gekomen vanuit Sicilië. De afstand bedraagt 90 kilometer en is per schip over de rustige Middellandse Zee gemakkelijk te overbruggen. De megalithische beschaving op Malta en het nabijgelegen Gozo ontwikkelde zich echter in een geheel eigen richting, omdat de eilandengroep toch vrij geïsoleerd ligt.
Men vermoedt dat de prehistorische mensen bij het aanleggen van het hypogeum gebruikgemaakt hebben van de natuurlijke grotten en holtes in het gebied. Het hypogeum, met name het middelste niveau, oogt echter alsof het gebouwd is. De muren en pilaren zijn bewerkt alsof ze uit grote, losse, rechthoekige stenen en balken bestaan. Bovendien zijn veel van de muren glad gemaakt, naar men vermoedt door er met stenen overheen te schuren.

## Indeling
Men denkt dat er boven het hypogeum ooit een monumentale constructie heeft gestaan, wellicht soortgelijk als de andere megalithische tempels op Malta. Het bovenste niveau, ongeveer 3 meter onder het straatniveau, bestaat uit een grote, aaneengesloten ruimte en is grotendeels intact gebleven.

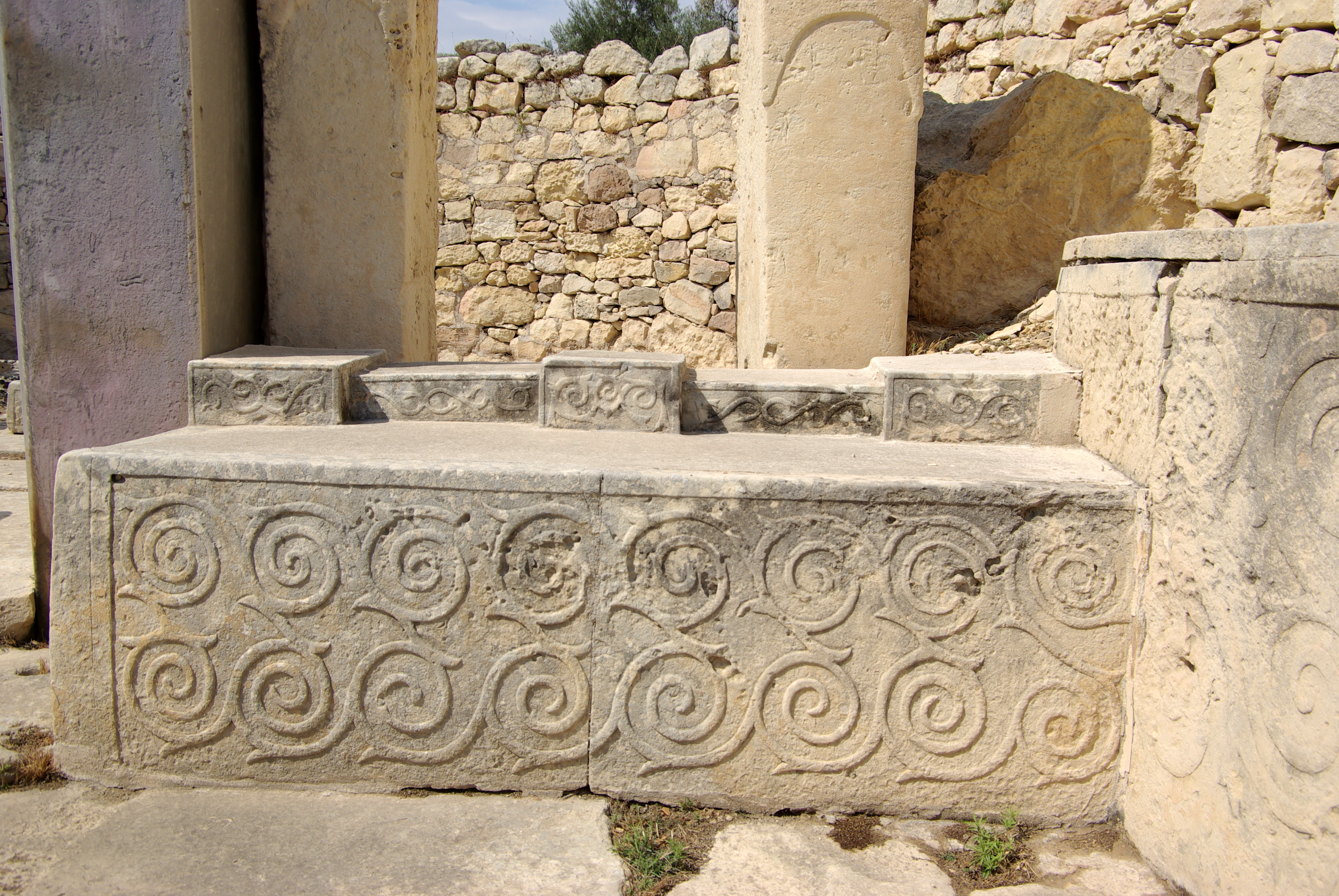
Spiralen op een steen in de tempel van Tarxien, in de buurt van het hypogeum

Het middelste niveau ligt 4 tot 8 meter onder het straatniveau. Het is zeer complex en bestaat uit tientallen ronde ruimtes met zeer verschillende afmetingen, onderling verbonden door gangen. Er zijn ook schilderingen aangetroffen met rode oker. Het zijn abstracte figuren, spiralen en cirkels. De betekenis daarvan is onbekend. De decoraties lijken op die van de tempel in Tarxien die in de buurt van het hypogeum te bezichtigen is.
Het onderste niveau ligt ongeveer 10 meter onder het straatniveau. Dit bestaat uit een tiental ruimtes. Dit niveau bevat een trap met zeven treden, die echter abrupt halverwege de vloer eindigt.
Veel ruimtes van het hypogeum hebben een verzonken vloer. Men denkt dat deze holtes ooit de aarde bevatten, waarin overleden personen begraven werden. Deze aarde is echter verdwenen.
Alle ruimtes van het hypogeum ontvingen in meerdere of mindere mate licht van buitenaf. Men denkt dat de locatie van de openingen tussen de ruimtes gekozen zijn om het licht optimaal naar binnen te laten treden.

## Ontdekking
Het complex kwam door toeval aan het licht, toen in 1902 een inwoner bij zijn huis een gat voor een waterput boorde – en op een labyrint stuitte. In deze periode werd Paola sterk uitgebreid. Naar verluidt werden de ruimtes van het hypogeum door de bouwvakkers gebruikt om hun bouwafval en puin in te storten. Pas nadat de huizen erboven klaar waren, werden de autoriteiten ingelicht.
Het hypogeum en de andere grotten in de buurt waren een belemmering voor de bouw van nieuwe woningen. Daarom werden ondersteunende muren gebouwd, die deels nog zichtbaar zijn in de bovenste laag van het hypogeum.
De eerste die het hypogeum onderzocht was de Maltese hoofdbibliothecaris en antiquair, dr. A.A. Caruana. Oorspronkelijk dacht men dat het een vroeg-christelijke catacombe was. Maar bij nader onderzoek in de weken na de ontdekking, kwam men erachter dat het ondergrondse bouwwerk heel veel ouder was. Caruana herkende dat het hier een bijzondere ontdekking betrof, en dat het labyrint bescherming waard was.
Na de ontdekking van het hypogeum kwam Malta in de internationale belangstelling te staan vanwege zijn prehistorische monumenten. Ook vormde de ontdekking de aanleiding voor de oprichting van een Ministerie voor de Musea, in 1903. Dit departement kreeg ook de zorg voor de andere monumenten op Malta tot taak.

## Opgravingen
De jezuïtisch geschoolde frater Emanuel Magri kreeg opdracht om opgravingen te doen. Hij kon in de periode 1903-1906 alleen het onderste en het middelste niveau onderzoeken. Het bovenste niveau kon pas onderzocht worden nadat het monument was aangeschaft door de staat.
Zoals gebruikelijk bij opgravingen uit die tijd werden aardewerk en andere voorwerpen bewaard. De beenderen werden echter afgevoerd met onbekende bestemming. Men denkt dat er duizenden mensen waren begraven in het hypogeum.
Inmiddels was Magri onverwacht overleden, tijdens een tijdelijke katholieke missie naar Sfax. Zijn notities en resultaten van de opgravingen zijn nooit gevonden.
Op Malta woonde de hoogleraar geneeskunde Themistocles Zammit. Hij was beroemd omdat hij had ontdekt dat Maltakoorts werd overgedragen via rauwe melk. Hij had zijn geneeskundige professie daarna verlaten en wijdde zich volledig aan de archeologie en werkte bij het museum in Valletta. Hij kreeg de opdracht om de opgravingen voort te zetten. Zijn onderzoek vond plaats tussen 1920 en zijn dood in 1935.  Zammit wordt gezien als de vader van de Maltese archeologie. Zammit kon in tegenstelling tot Magri ook het bovenste niveau van het hypogeum onderzoeken en ontdekte een aantal holtes en megalieten direct onder het moderne straatniveau. Hij kon er echter alleen foto's van nemen en de resten niet verder onderzoeken.
In 1952 werd het hypogeum opnieuw in kaart gebracht. Tussen 1990 en 1993 werden opgravingen gedaan door Nathaniel Cutajar en Reuben Grima. Zij brachten daarbij de oorspronkelijke ingang van het hypogeum in beeld. Grima is in 2006 nog steeds de hoofdconservator van het complex.

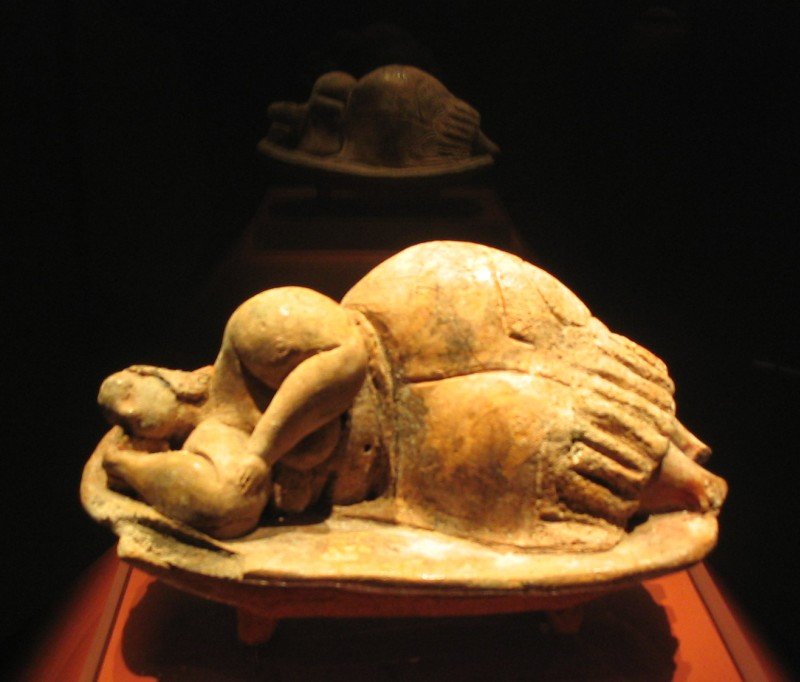
De slapende vrouw, in het archeologische museum van Valletta

## Vondsten
In het hypogeum zijn vele votief-offers gevonden die aan de doden werden meegegeven. Het beroemdste is het beeldje van de Slapende Dame van Malta, thans bewaard in het nationaal archeologisch museum van Valletta.

## De naam
De naam Ħal Saflieni Hypogeum begint met de typisch Maltese letter Ħ. Saflieni verwijst waarschijnlijk naar de straat waar het complex aan ligt.
Het woord hypogeum komt uit het Grieks. Het is een samenstelling van:
- hypo dat "onder" betekent en
- geum dat een vervoeging is van gaia dat "aarde" betekent.

Een hypogeum duidt in het algemeen een onderaards complex aan dat stamt uit de periode voor het christelijke tijdperk. In die zin wijkt een hypogeum af van een catacombe.

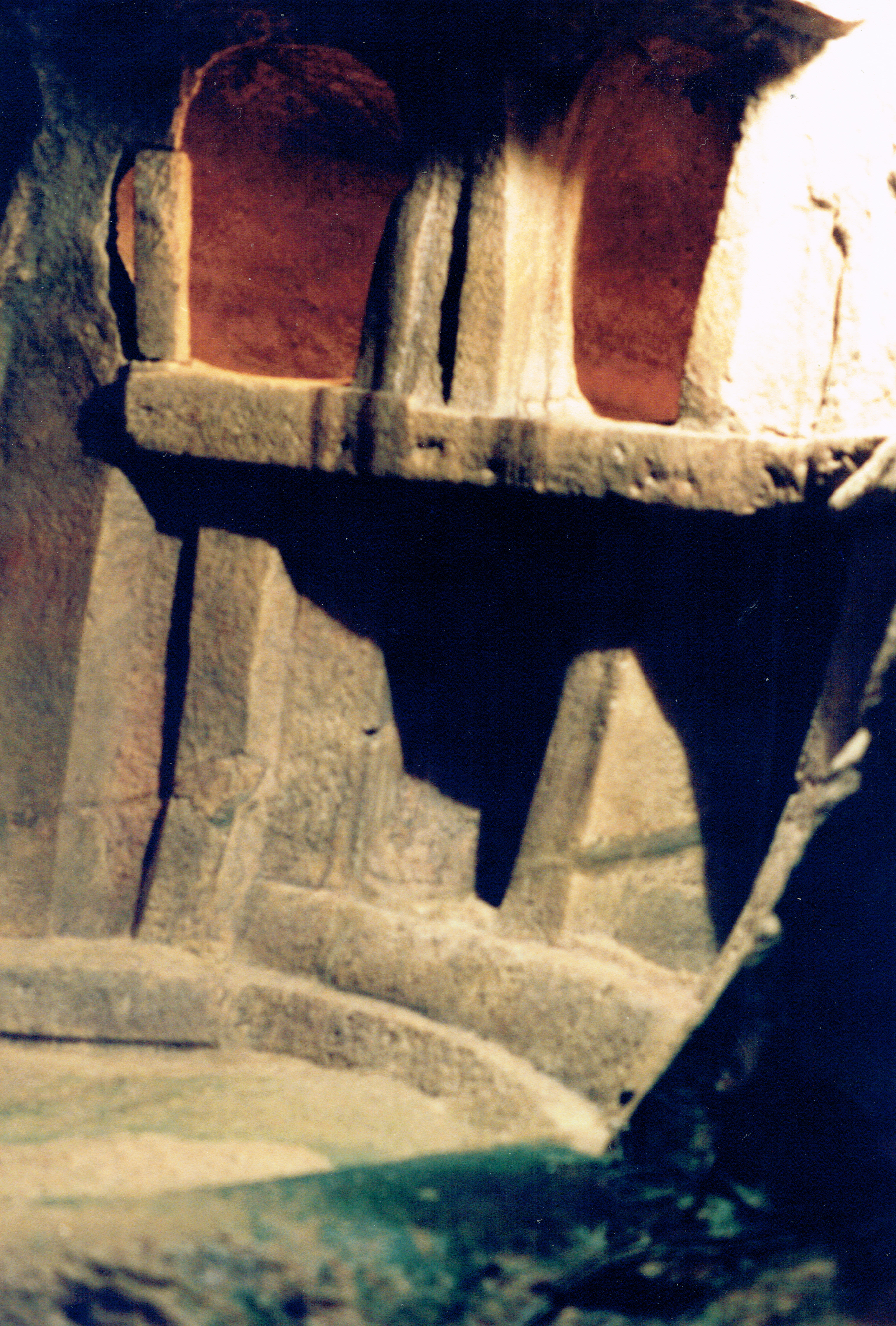
Interieur van het hypogeum

## Het hypogeum nu
Het hypogeum werd in 1908 geopend voor het publiek en het opkomende toerisme. Het complex staat sinds 1980 op de werelderfgoedlijst van UNESCO.
In de periode 1991-2000 werd het monument afgesloten voor het toerisme, omdat het enorme aantal bezoekers te veel schade aanrichtte. Het monument werd geconserveerd. Vanaf 2000 worden maar heel weinig bezoekers tegelijk toegelaten. Om het monument te behouden voor toekomstige generaties wordt het microklimaat geregeld. De temperatuur, de luchtvochtigheid en de hoeveelheid kooldioxide in de lucht worden constant in de gaten gehouden.
Het hypogeum kan in groep, onder leiding van een plaatselijke gids, bezocht worden. Reserveren is noodzakelijk, afhankelijk van de periode weken tot maanden vóór het geplande bezoek. Fotograferen in het hypogeum is niet toegestaan.